# Ignas
Ignas ist ein litauischer männlicher Vorname, abgekürzt von  Ignotas (abgeleitet von Ignaz).

## Personen
- Romualdas Ignas Bloškys (1936–2013), Politiker, Mitglied des Seimas
- Ignas Dedura (* 1978), Fußballspieler
- Ignas Domeika (1802–1889),  (belarussischer, litauischer und polnischer) Geologe und Mineraloge
- Ignas Gaižiūnas (* 1994), Politiker, Vizeminister für Bildung, Sport und Wissenschaft
- Ignas Hofmanas (* 1984), Politiker, Agrarminister
- Ignas Staškevičius (* 1970), Manager und Unternehmer von VP Grupė
- Ignas Vėgėlė (* 1975), Rechtsanwalt, Völkerrechtler, EU-Rechtler, Professor an der MRU